# Система Забота
ООО «Система Забота» — российская частная компания, круглосуточная служба социальной помощи инвалидам и пожилым людям. Основана в 2003 году в Санкт-Петербурге предпринимателем Константином Лившицем, ныне действует во многих регионах РФ. Приём заказов осуществляется по принципу «тревожной кнопки», абонент имеет возможность быстро связаться с центром обработки вызовов и получить помощь от квалифицированных операторов-врачей.

## История
«Система Забота» разрабатывалась как один из проектов компании «Леге», которая работает на рынке информационных услуг в здравоохранении и социальной сфере с 1999 года. В период 2003—2007 годов проект запускался в тестовом режиме в одном из районов Санкт-Петербурга под рабочим названием «Тревожная кнопка», были подключены первые 500 абонентов. Тогда же состоялась презентация в Комитете по труду и социальной защите Санкт-Петербурга, проект был признан лучшим стартапом года Стокгольмской школой экономики.
В 2008—2009 годах Правительство Санкт-Петербурга приняло решение о поддержке работы компании «Леге» по внедрению системы «Тревожная кнопка» в масштабах города. К программе «Система Забота» присоединилась организация ветеранов спорта и олимпийских чемпионов «Эдельвейс» — количество обслуживаемых абонентов при этом возросло до 6000, в первую очередь обслуживались инвалиды и ветераны Великой Отечественной войны (льготникам на подключение услуги государство выделяло средства из бюджета). Успешной работе компании способствовал тот факт, что в 2010 году в городе был принял закон «О дополнительных мерах социальной поддержки отдельных категорий граждан по финансированию расходов, связанных с предоставлением специализированных услуг экстренной помощи „тревожная кнопка“». Год спустя компания зарегистрировала отдельное общество с ограниченной ответственностью «Система Забота», должность генерального директора занял кандидат экономических наук Константин Лившиц.
В 2012 году компания запустила «Систему» в Гатчине и Карелии, проект получил одобрение наблюдательного совета Агентства стратегических инициатив и Министерства труда и социальной защиты РФ, как эффективный механизм социальной адаптации пожилых людей и инвалидов был рекомендован к внедрению на всей территории России.
Подтвердив свою эффективность, в 2014 году «Система Забота» одержала победу на ежегодном всероссийском конкурсе социального предпринимательства, организованном фондом региональных социальных программ «Наше будущее», и получила беспроцентный заём в размере 2,5 млн рублей сроком на пять лет. По итогам года компания уже была представлена в восьми регионах страны, в то время как общее число абонентов увеличилось до 15 тыс. человек. В планах руководства — продвижение программы во всех регионах РФ, по словам Лившица, технологическая база позволяет одновременно обслуживать по всей России до 150 тыс. человек. Компанией разрабатывается отдельный проект социально-диспетчерской службы для глухонемых: подопечные будут общаться с оператором-сурдопереводчиком через планшеты и смартфоны. Вкладываются средства в исследования в области телемедицины.
В 2015 году был запущен сервис "Информационная служба для глухих". Сервис позволил оказывать все услуги компании слабослышащим людям на том же уровне, что и всем остальным.

## Деятельность
Компания предоставляет каждому своему клиенту мобильное устройство «Тревожная кнопка», с помощью которого клиент может быстро связаться с колл-центром, где на телефоне круглосуточно дежурят квалифицированные операторы-врачи. Центр обработки вызовов оборудован сертифицированным оборудованием — максимальная ёмкость цифровых потоков на основной цифровой телефонной станции составляет 60 цифровых каналов. Оператор при необходимости может вызвать скорую помощь, полицию или другие экстренные службы с оповещением родственников и контролем вызова; оказать психологическую поддержку; организовать уход на дому через сотрудников социальной службы; записать клиента на приём к врачу; вызвать социальное такси; передать заявку специалистам коммунальных служб; предоставить нужную информацию, в том числе о льготах, медицинских и социальных учреждениях. При этом данные о каждом абоненте заблаговременно заносятся в специальную базу данных.

По нашей статистике на вызов экстренных служб приходится только порядка 6 % обращений подопечных. Всё остальное — это очень широкий спектр различных злободневных проблем: медицинских, юридических, бытовых. Разброс тематики обращений очень велик: тут и просьбы разобрать мелкий шрифт на инструкции к лекарствам, и серьёзные консультации по вопросам получения льгот и субсидий, и просто желание пообщаться, получить поддержку, это очень важно для одиноких пожилых людей. И, конечно же, информирование. Зачастую наши подопечные, живущие в отдалённых деревнях, попросту не знают, что могут получить ту или иную социальную или медицинскую услугу.— Константин Лившиц
В рамках городской программы «Долг» по соглашению с Правительством Санкт-Петербурга «Система Забота» выполняет обязательства по предоставлению 200 гражданам специализированных услуг социально-медицинской помощи. Кроме того, компания взаимодействует с Всероссийским обществом инвалидов, объединением ветеранов спорта «Эдельвейс», межрегиональной общественной организацией Союз ветеранов войны в Афганистане «Афганвет», предоставляя свои услуги на благотворительной основе подопечным, не входящим в городскую программу. Некоторые абоненты подключены к программе на безвозмездной основе, среди них члены общественных организаций «Жители блокадного Ленинграда», «Союз Защиты пожилых», «Бывших узников фашистских концлагерей и гетто», «Комитета ветеранов подразделений особого риска РФ».
География присутствия «Системы Забота» постоянно расширяется. С 2022 года компания начинает оказывать патронажные услуги не только в Санкт-Петербурге, но и в Москве. Более 400 сиделок работают с подопечными в разных районах города — как в Центральном административном округе, так и за его пределами.
Сиделки работают на дому. Они помогают подопечным в гигиенических процедурах, поддерживают чистоту в доме и готовят еду. Также некоторые помощники занимаются реабилитационными мероприятиями по указаниям врача. Патронажные работники проходят обучение у медицинских специалистов и аттестацию, поэтом контролируют процесс выполнения логопедических и физических упражнений. Патронаж востребован у активных пожилых, людей с когнитивными проблемами, малоподвижным или лежачим больным.